# The Masked Heart
Pour plus de détails, voir Fiche technique et Distribution.
The Masked Heart est un film américain réalisé par Edward Sloman et sorti en 1917.

## Fiche technique
- Réalisation : Edward Sloman
- Scénario  : Jules Furthman
- Production : American Film Company
- Date de sortie : 
  - États-Unis : 2 juillet 1917

## Distribution
- William Russel : Philip Greycourt
- Francelia Billington : Catherine Villiers
- William Conklin : John Villiers
- Kathleen Kirkham : Helen Villiers
- Ashton Dearholt : Frank Sturtevant